# Smörjelse

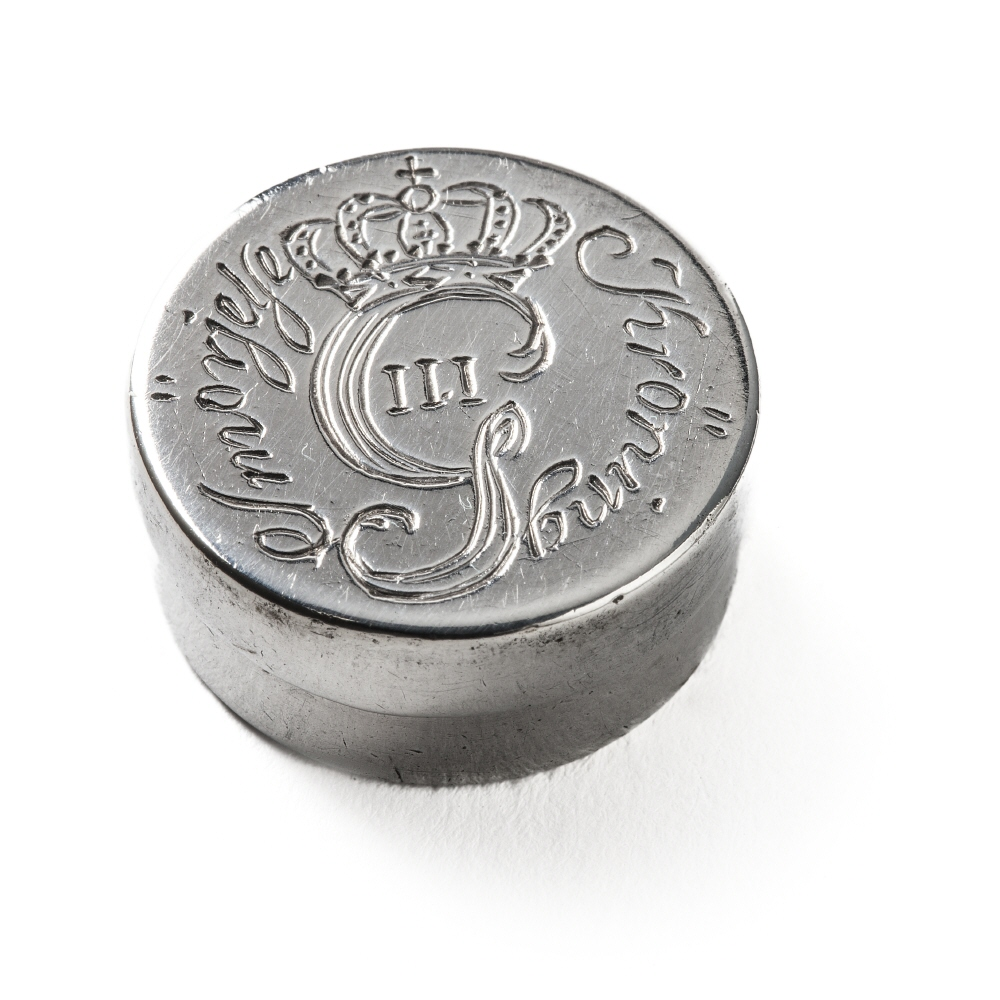
Smörjelsedosa från Gustav IIIs kröning 1772

Smörjelse var från början den tradition i det antika Orienten att i smörja in gudabilder med olja. Heliga stenar smordes med olja eller blod. Det var brukligt att före begravningen smörja den döda kroppen. I Grekland smordes heliga träd med olja. Unktion (latin u'nctio, "smörjelse, smörjning") är en annan term för smörjelse.
Genom smörjelse insattes kungarna i Israel, som då Saul och David smordes av Samuel; likaså insattes prästerna genom handfyllning med olja. Den kommande räddare som Israel väntade på kallades Messias, "Den smorde" (grek. Christos), ett namn som alltifrån Nya Testamentet brukas om Jesus. Smörjelsen ingår även i kröningsceremonin av monarker i Europa.
I den kristna kyrkan har smörjelseriter förekommit från äldsta tid. Redan i Jakobs brev (5:14f) i Nya Testamentet talas om att smörja de sjuka med olja, ett bruk som blivit till ett sakrament i den Romersk-katolska och ortodoxa kyrkan (de sjukas smörjelse). Smörjelse vid dopet är omvittnad från c:a år 200 e.Kr., men är förmodligen betydligt äldre, och i västkyrkan kom denna också att ges vid konfirmationen (se krisma). De tre oljorna (för dopet, för de sjukas smörjelse samt krisma) invigs av katolska biskopar på skärtorsdagen.